# San Agustín Yatareni
San Agustín Yatareni är en ort i Mexiko.   Den ligger i kommunen San Agustín Yatareni och delstaten Oaxaca, i den sydöstra delen av landet, 400 km sydost om huvudstaden Mexico City. San Agustín Yatareni ligger 1 603 meter över havet och antalet invånare är 3 709.
Terrängen runt San Agustín Yatareni är varierad. Runt San Agustín Yatareni är det tätbefolkat, med 881 invånare per kvadratkilometer. Närmaste större samhälle är Oaxaca de Juárez, 6,1 km väster om San Agustín Yatareni. Omgivningarna runt San Agustín Yatareni är en mosaik av jordbruksmark och naturlig växtlighet.